# Culte catholique au Luxembourg pendant l'après-guerre

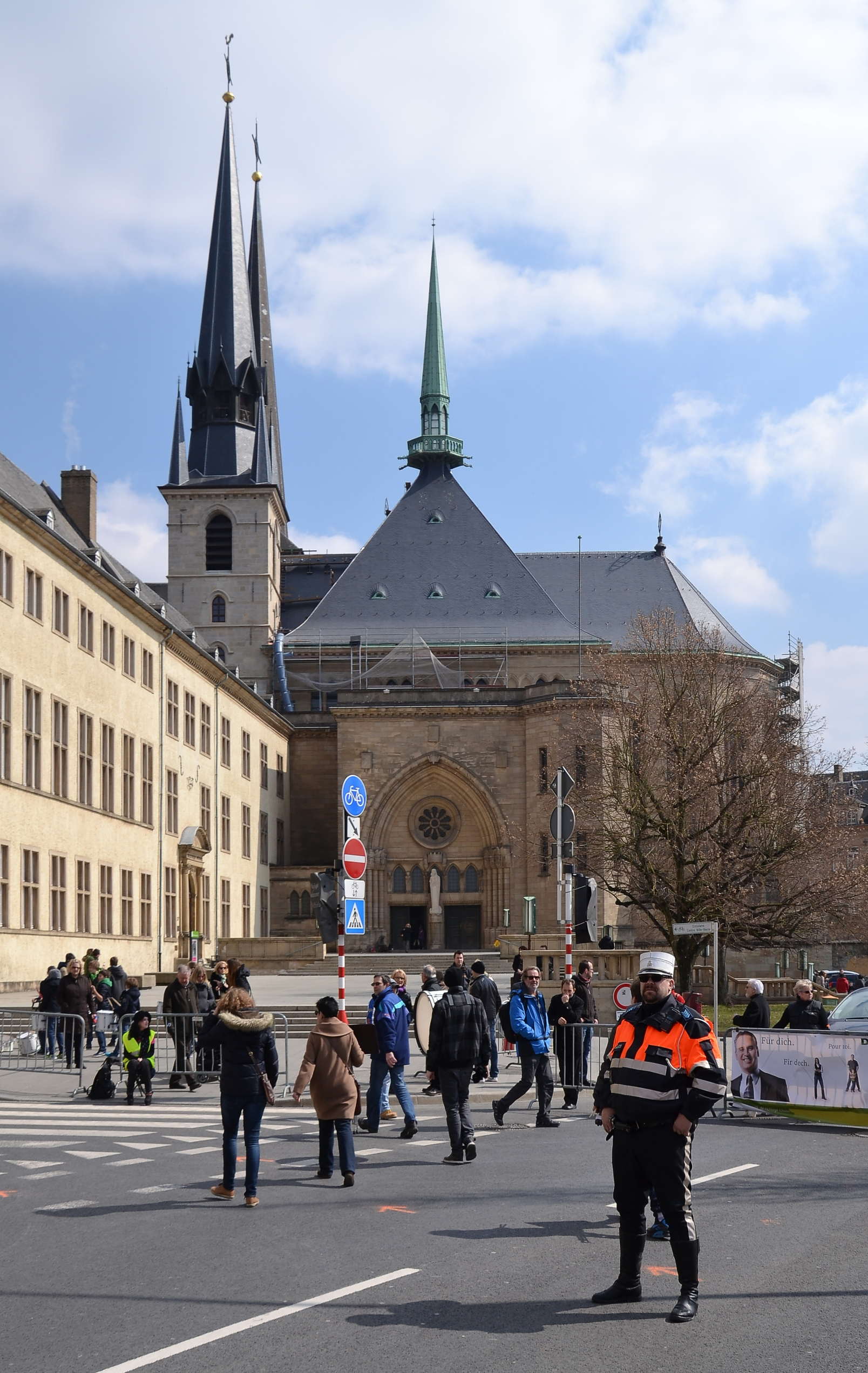
La cathédrale Notre-Dame au Luxembourg

Le culte catholique au Luxembourg est défini d’une part par la pratique à proprement parler de sa population et d’autre part par les activités évangéliques et extra-évangéliques organisées par le diocèse du Luxembourg qui se trouve sous la tutelle de l’Église catholique romaine.

## Explications
Bien que les destructions liées à la Seconde Guerre mondiale eussent laissé des séquelles profondes dans la société luxembourgeoise, l’effort entrepris lors de la reconstruction du pays était similaire à celle des autres pays européens. L’Église catholique profitait aussi de ce contexte favorable d’optimisme général et chercha à regagner la confiance de la population endommagée par son silence officiel face au régime nazi au cours de la guerre.
Il existait un intérêt grandissant que l’Église portait à l’inclusion et au rattachement de la société civile aux valeurs morales catholiques lié au sentiment de reconstruction. Ce retour aux vertus chrétiennes permettait à l’Église catholique de se montrer plus active et participative dans la société civile et d’essayer d'agrandir son influence politique. De même elle portait un grand intérêt au développement de la sociologie qui lui permettait un meilleur moyen à s’adapter aux besoins et revendications des Luxembourgeois.
André Heiderscheid (lb), prêtre, sociologue et journaliste, fut le premier à rédiger un ouvrage dédié à la situation du diocèse luxembourgeois du début du XIXe siècle jusqu’à la fin de la reconstruction et illustre par sa personne même cet intérêt croissant de l’Église catholique pour la condition sociale de ses fidèles. Son ouvrage « Aspects de Sociologie Religieuse du Diocèse de Luxembourg » paru en deux tomes en 1961/62 montre à l’aide d’une méthodologie sociologique et statistique le développement de la pratique catholique du pays lors des décennies analysées dans son travail pour conclure à la situation de l’époque des années 1950 et à un appel aux autorités ecclésiastiques luxembourgeoises à adapter leurs méthodes d'intégrer leurs croyants.

## Développement de la structure ecclésiastique au Luxembourg
La structure administrative du vicariat apostolique du Luxembourg ne connut pas de grands changements depuis l’année 1843, malgré des légères rectifications pendant les décennies qui suivirent. En 1870, le Luxembourg fut accordé le statut comme diocèse par le pape Pie IX, ce qui marqua son indépendance vis-à-vis de l'autorité religieuse de Namur ou encore de Trèves. Après la Seconde Guerre mondiale, le diocèse se trouva sous la direction de l'évêque Mgr. Dr Joseph Laurent Philippe qui conduisait l'Église, déjà méfiante de la classe ouvrière qui se développa surtout dans le Sud du pays, à s'opposer clairement contre le socialisme et le communisme en Europe. Il professa le retour vers des valeurs chrétiennes et traditionnelles et l'intégration de cette nouvelle classe . Mgr. Dr Philippe fut remplacé par le Mgr. Léon Lommel en 1956, ce qui changea la dynamique et la direction que l'Église prenait au Luxembourg.
L'Église compta pour une population de 291 000 habitants 289 500 fidèles catholiques et 601 prêtres pour le Luxembourg en 1950. Ceci s'explique par le grand nombre de consécrations que le Luxembourg connut pendant les années de guerre. Ce nombre recula à partir de l'année 1957 et l'âge moyen des prêtres était de 47 ans. Une grande majorité des prêtres provenait du milieu rural et seulement une petite minorité de la classe ouvrière.
Les ordres monastiques connurent le même développement que la prêtrise: pendant les années 1950-1954 les ordres ne comptaient que la moitié de nouvelles consécrations que pendant la guerre (18 nouvelles consécrations). Toutefois les ordres féminines restèrent en grande majorité par rapport aux ordres masculins sur le territoire luxembourgeois: 14 ordres par rapport à 141. L'enthousiasme de la reconstruction se fit par contre plus sentir par la construction de nouvelles églises comme à Rumelange, Bettel ou encore à Huldange.

## L'Église catholique en dehors du cadre évangélique
La participation de l’Église catholique dans les affaires politiques du Luxembourg peut être retracée dès le XIXe siècle. Depuis le début des années 1920, l’Église catholique se voyait comme bastion contre les idées, jugées trop révolutionnaires et républicaines, des partis socialistes et libéraux. Le catholicisme luxembourgeois agissait ainsi dans l’intérêt du maintien des valeurs qu’il estimait comme essentielles pour le bien-être du peuple luxembourgeois.
La création du parti de la droite en 1914 a permis à l’Église catholique de participer et d’influencer les affaires politiques, sans y intervenir directement. Les députés du parti de la droite agissaient dans l’intérêt de l’approche conservateur du catholicisme luxembourgeois. Le parti donnait une voix plus forte au sein de la prise de décision du parlement luxembourgeois et enlevait la réticence des autres partis à considérer le point de vue catholique partagé par une grande partie de la population luxembourgeoise. L’Église catholique de Luxembourg devenait ainsi une force législative dans l’enjeu politique du pays, sans cependant acquérir un pouvoir civil véritable.
Dès lors jusqu’aux années 1950, le CSV, successeur du parti de la droite après la Seconde Guerre mondiale, constituait constamment une grande partie de la chambre des députés et, avec quelques intervalles, du gouvernement. Ce changement de position de force de l’Église catholique et du catholicisme en soi dans la politique du Luxembourg, entraînait une paix religieuse qui perdurait jusqu’aux années 1950.
À côté de l’influence politique exercée par l’Église catholique luxembourgeoise, d’autres organisations créées au long des années, comme notamment le « Luxemburger Wort » en 1848, qui était le premier quotidien luxembourgeois, ont servi à l’Église catholique comme outil afin d’accroitre leur sphère d’influence. Le « Luxemburger Wort » est détenu par l’Église catholique. Comme le quotidien était très répandu dans le pays, ayant même une présence dans deux tiers des foyers du pays, le CSV et l’Église catholique avaient en lui un moyen efficace de transmettre leurs positions et idéologies au peuple luxembourgeois. En effet, le « Luxemburger Wort » exerçait une influence non négligeable sur le peuple luxembourgeois à un niveau culturel et socio-politique, alors que la presse écrite constituait le medium le plus répandu.
Après la Seconde Guerre mondiale, la relation mutuelle qui existait entre le CSV et le quotidien « Luxemburger Wort » a souffert du jugement critique d’une part envers l’autre. Si, avant la guerre le parti politique était compris de journalistes du quotidien, qui écrivaient favorablement sur les propos et les propositions du parti faits à la Chambre des Députés, les années qui suivent la fin des hostilités sont marquées par un recul en ce qui concerne la coopération aveugle et sans compromis entretenue entre les deux organisations. Cette distance croissante entre ces deux organes associés à l’Église catholique n’a cependant pas diminué l’influence de la CSV dans la Chambre des Députés et du quotidien dans la pensée de ces lecteurs, c’est-à-dire le catholicisme luxembourgeois continuait à être bien présent dans la politique et presse du pays pendant la fin des années 1940 et pendant les années 1950.

## L'Action catholique
L’exercice du culte catholique au Luxembourg ne connut pas d’interruption lié à la Seconde Guerre mondiale et la reconstruction permit d’accroître une nouvelle fois l’intérêt de la population pour les festivités traditionnels religieuses.
Semblable aux autres pays européens, l’Église créa une Action catholique (« Katho’lesch Aktio’n ») au Luxembourg pendant les années 1950 sous la tutelle de l’évêque Mgr. Dr Joseph Laurent Philippe qui soutenait son développement. Dans un premier temps, elle était divisée dans une partie exclusivement masculine et une branche féminine. Les activités et aides apportées aux enfants furent regroupées sous la « Luxemburger Kinderaktion ». L’Action catholique au Luxembourg avait pour but de regrouper toutes les organisations catholiques et de coordonner leurs activités dans l’esprit de mieux propager les préceptes chrétiens au niveau familial et social. Ces préceptes suivaient le dogme de Rome et étaient encadrés par l’évêque du Luxembourg et incluaient le rôle traditionnel de l’épouse comme femme ménagère et mère, l’exercice de la décence pendant les jours fériés, l’encouragement à une vie frugale et le combat contre le socialisme et le communisme. Pendant les années 1950, elle réussit à s’imposer sur la scène publique comme un acteur très présent et influent auprès des associations et des activités au niveau communal.
La ACML (Action catholique masculine luxembourgeoise) sous la direction du directeur Victor Elz regroupait une multitude de branches : la Jeunesse ouvrière catholique, le Mouvement familial rural, la Jeunesse estudiantine catholique, les congrégations mariales ou encore l’Action catholique de la jeunesse luxembourgeoise qui regroupait entre autres les « Letzeburger Scouten ».
La branche féminine, l’ACFL (Action catholique féminine luxembourgeoise, sous la direction du directeur Pierre Posing, incluait les Femmes et Mères (« Fraen a Mammen »), qui consistait de plusieurs équipes regroupant selon le statut marital les membres, et les groupements des Jeunes Filles (Jongmédercher) comme la JACF, JOCF ou encore les Guides luxembourgeois (Letzebuerger Guiden).

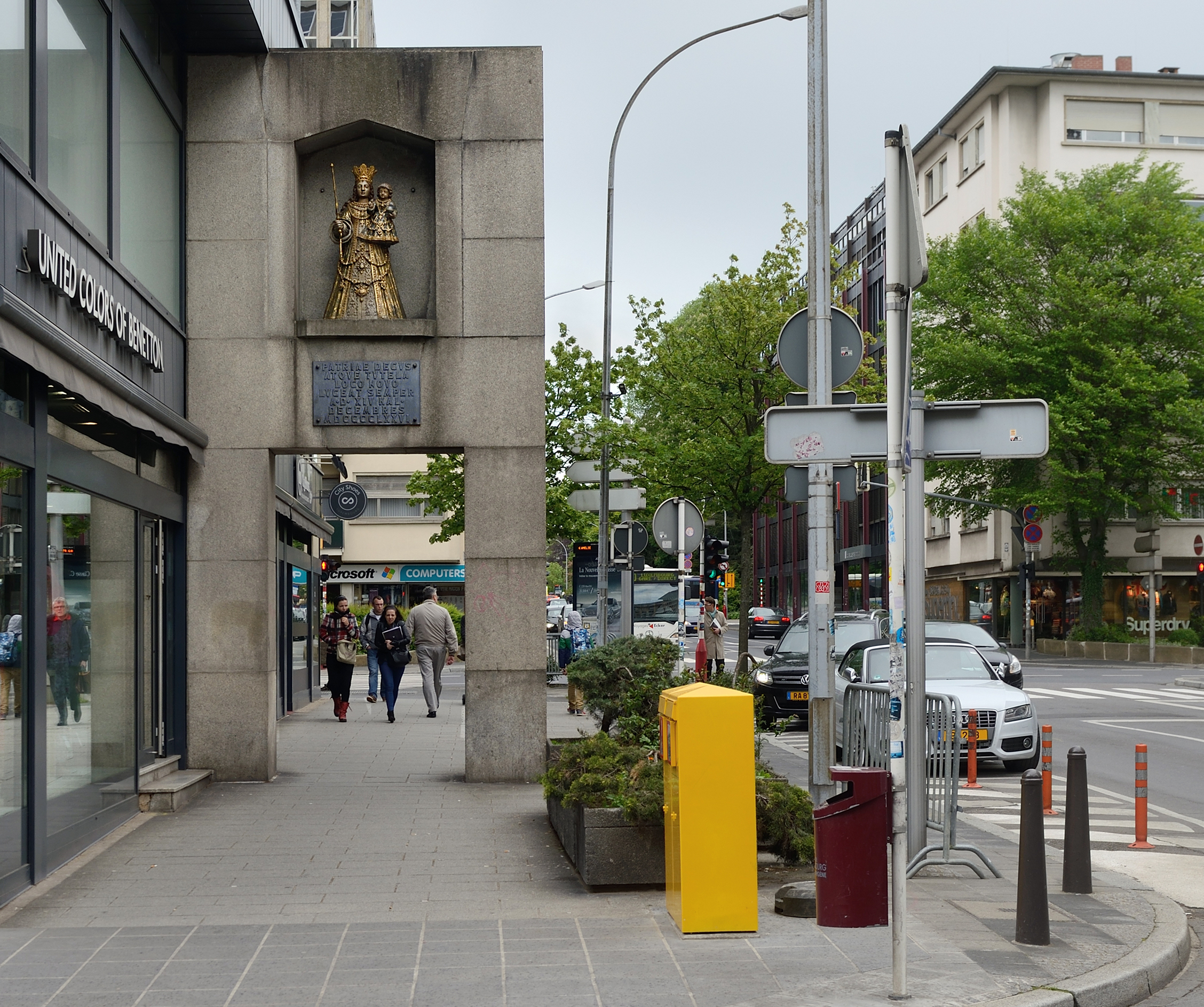
L'omniprésence des statues de la Vierge Marie au Luxembourg montre l'importance de son culte dans le pays. Ici on voit la Vierge Marie en Consolatrix au-dessus d'un portail au Centre-Ville.

Une autre organisation qui s’était développée pendant les années 1950 était la Caritas. À côté de sa participation avec 12 autres nations à la Conférence internationale des charités catholiques, la Caritas intensifiait ses offres par la création d’un centre d’aide pour les familles appauvries en 1954 ou encore avec la création des Chantiers de la fraternité chrétienne en 1955.
Les traditions chrétiennes et leur exercice n’avaient pas diminué au sein de la population. Les deux grands axes de la tradition au Luxembourg étaient le culte des morts et le culte de la Vierge Marie, patronne du pays.
D’autres cultes avaient toutefois perdu de leur influence et de fidèles. Notamment la dévotion du Sacré-Cœur diminuait au sein de la population malgré l’appartenance de l’évêque Mgr Philippe à cette même congrégation au point où celui-ci dut publier un mandement encourageant les fidèles à vivre selon les préceptes de leurs croyances. Son remplacement par Mgr Lommel mit fin à ce travail évangélique. Pourtant son successeur continua à inscrire le Luxembourg dans le cadre international religieux. Mgr. Lommel présida le congrès du Christ Roi en 1956-1957 à Fatima et lia ainsi les fidèles et les membres de l'Action catholique luxembourgeoise avec des croyants d'autres nations.